# Vir (Kroatien)
Vir ist eine Hafenstadt auf der gleichnamigen Insel 26 km nordwestlich von Zadar. Die Entfernung über den Seeweg nach Zadar beträgt 15 Seemeilen. Traditionsgemäß wird der Johannistag (29. August), der Patronatstag der Gemeinde Vir, mit einem großen Volksfest gefeiert. Der Fläche nach ist Vir die achtgrößte unter den Zadar vorgelagerten Inseln; unter allen Inseln Kroatiens steht sie an 20. Stelle.

## Geschichte
Vir wird in geschichtlichen Dokumenten zum ersten Mal im Jahre 1069 in der Charta des Königs Petar Krešimir IV. erwähnt. Bekannter ist dieses Schriftstück unter dem Namen „Mare nostrum Dalmaticum“. In dieser Charta ist Vir mit Namen „Ueru“ beziehungsweise „Veru“ benannt. Diese Bezeichnung lässt Wissenschaftler eine sehr alte Herkunft vermuten, da der Name Weideplatz bedeutet.

## Verkehr
Nach Vir gelangt man von Zadar über eine Brücke, die 1976 fertiggestellt wurde. Busse fahren die Insel von Zadar und von Zagreb aus an.

## Klima
Die durchschnittliche Temperatur beträgt 15 °C. Zwischen Mai und September liegt diese zwischen 25 und 36 °C. Im Januar fällt sie auf etwa 7 °C. Die höchste je gemessene Temperatur auf Vir betrug 40 °C.